# Hantes
L'Hantes (també escrit Hante) és un afluent del Sambre que neix a la confluència d'uns rierols que brollen a l'est de Froidchapelle a Bèlgica. El riu passa a França al llogaret Reugnies del municipi de Cousolre i Bousignies-sur-Roc i torna a Bèlgica a Montignies-Saint-Christophe. Desemboca al Sambre a Labuissière (Merbes-le-Château).
A la confluència va crear-se una reserva natural de prats molls «Le Marais de Labuissière» (L'aiguamoll de Labuissière).

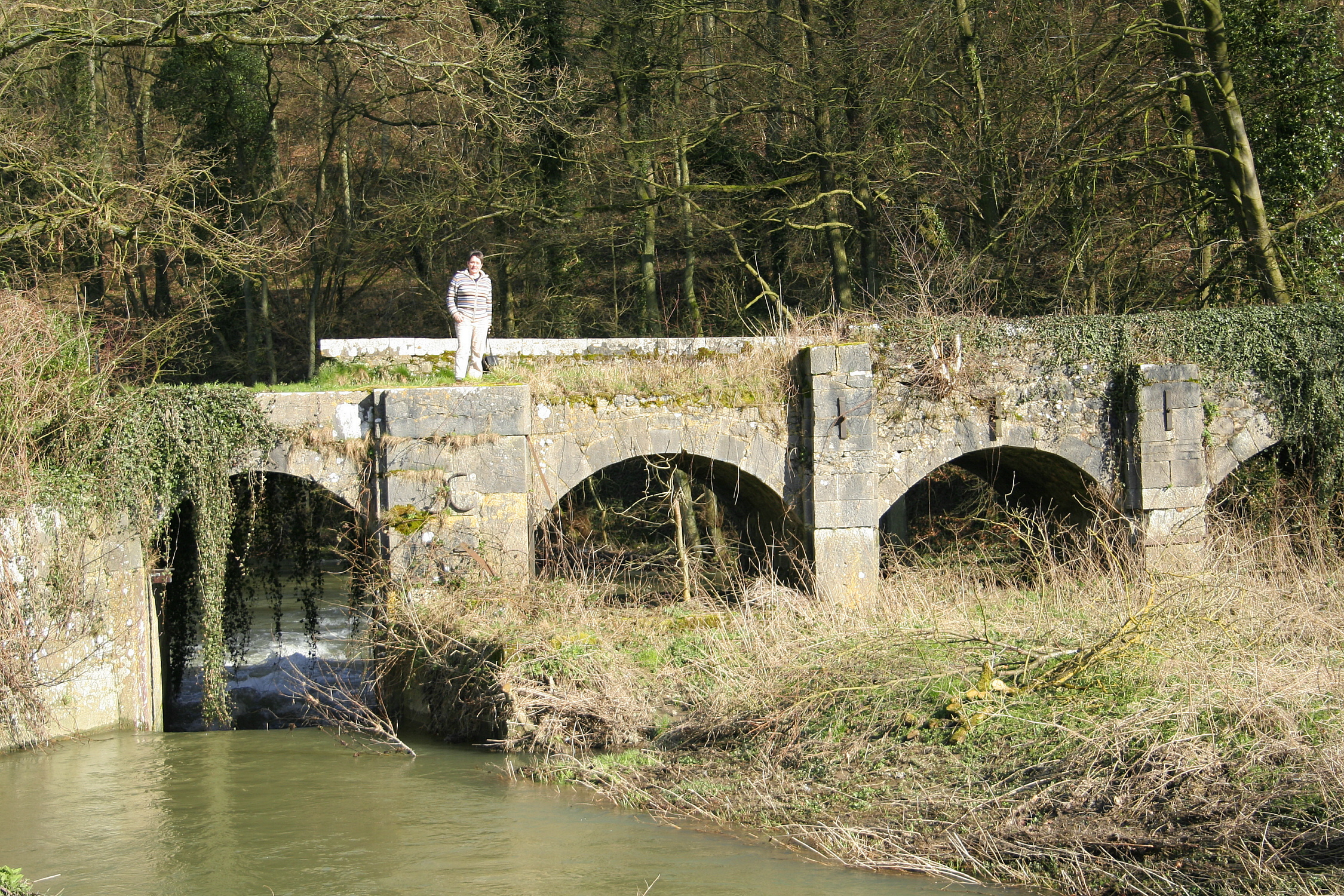
Pont a Solre Saint-Géry
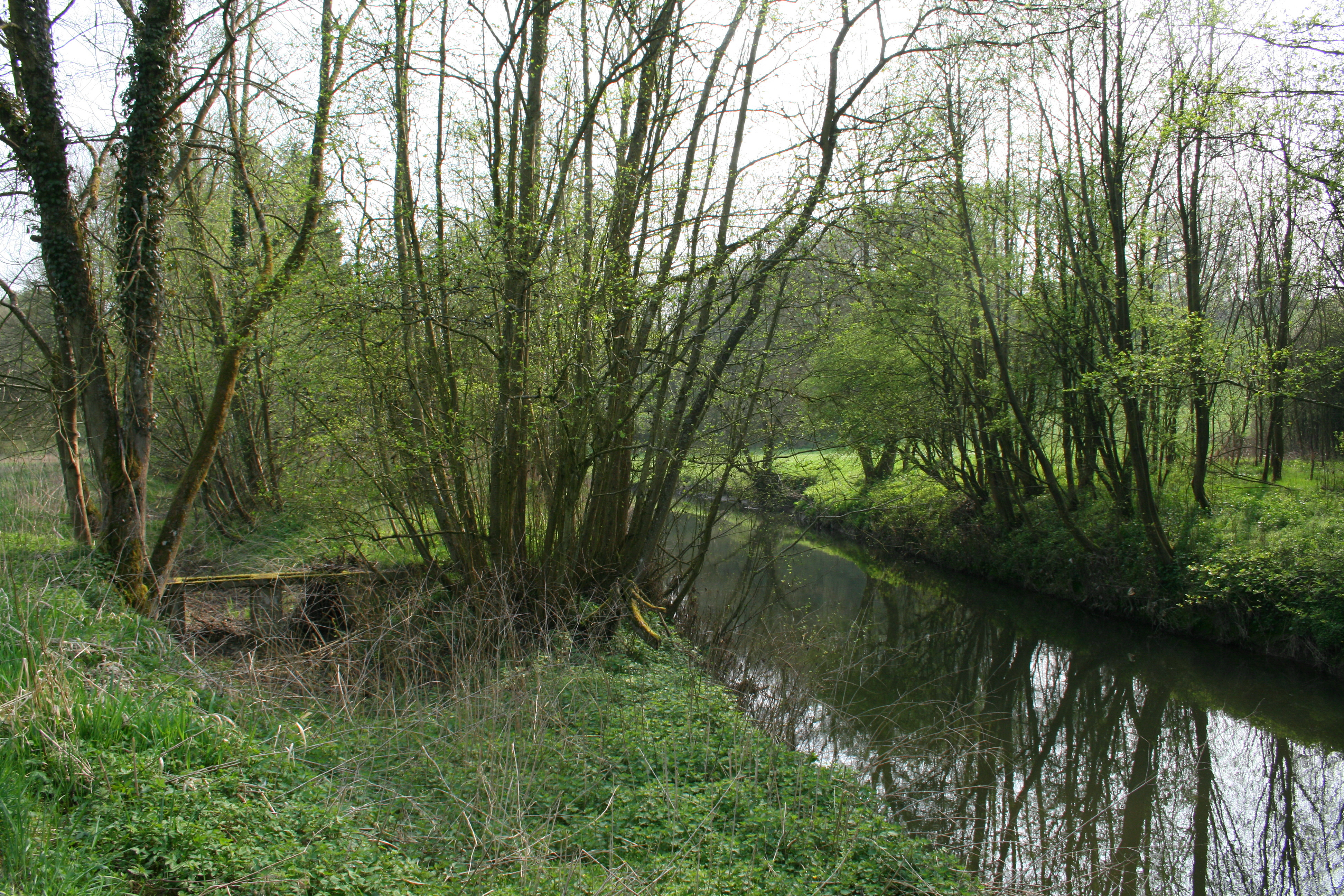
El riu a Beaumont
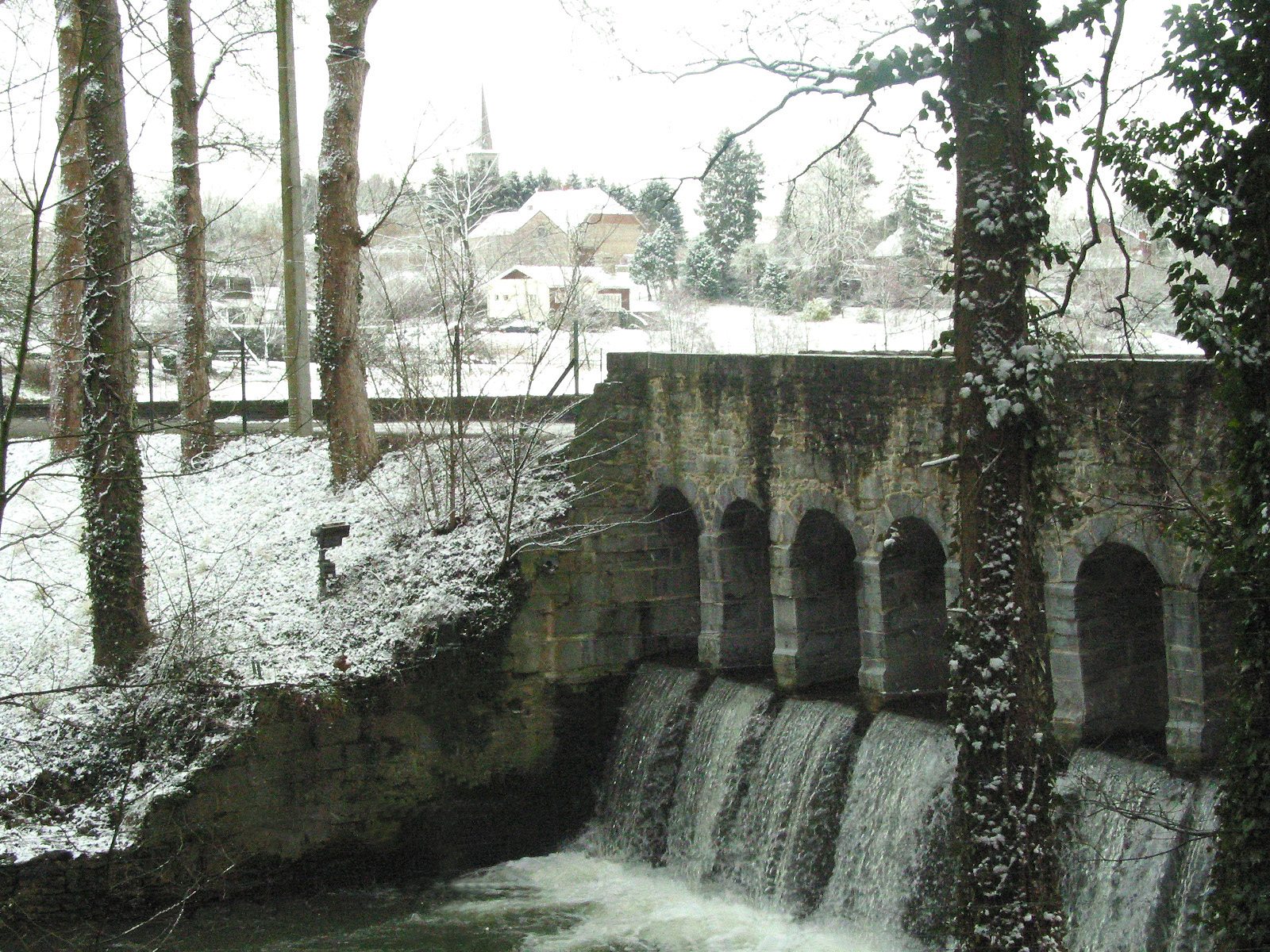
Presa al pont de Montignies-Saint-Christophe
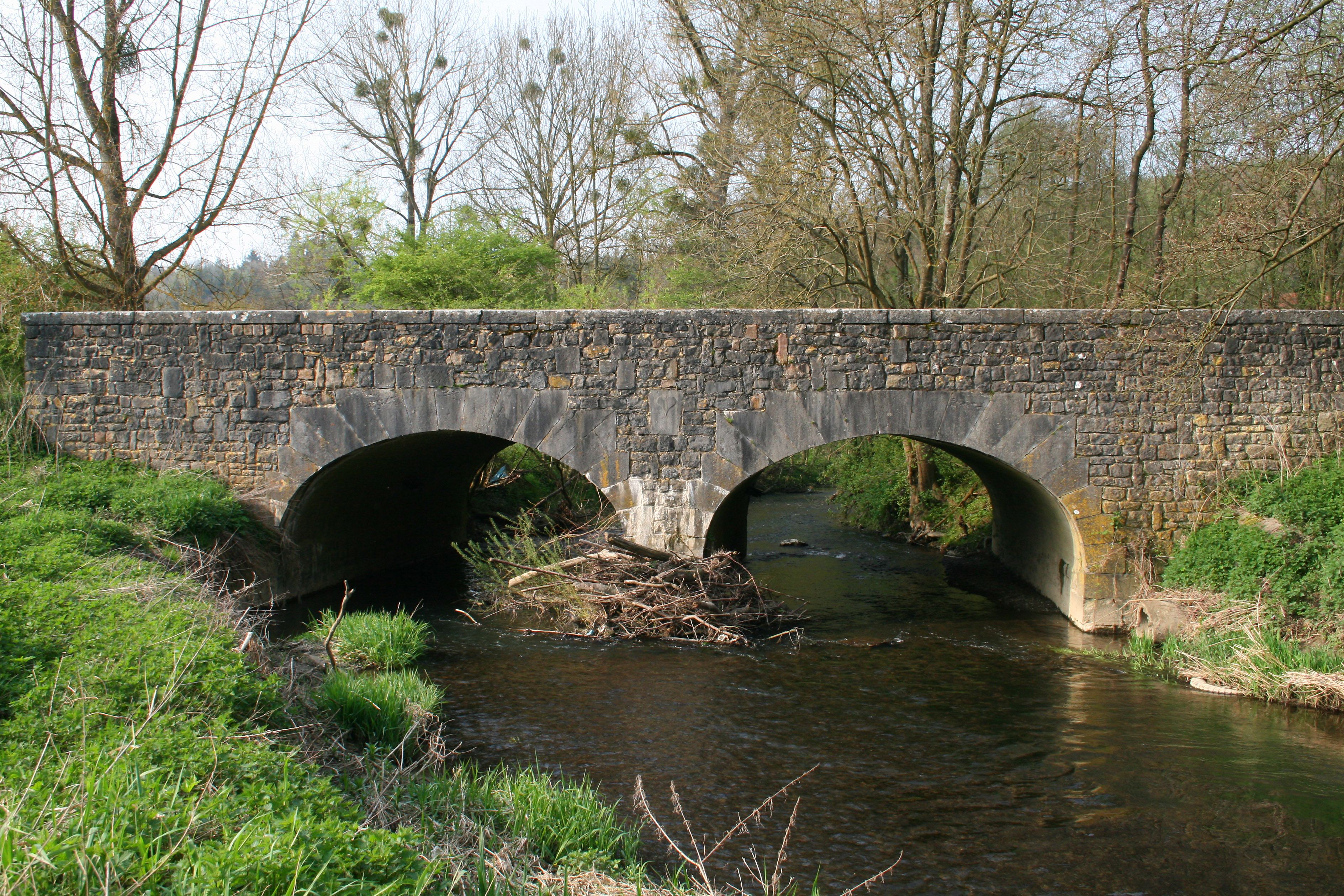
Pont a Leval-Chaudeville